# マチュー・ダルザス

ブローニュ伯の紋章

マチュー・ダルザス（フランス語：Mathieu d'Alsace, 1137年頃 - 1173年7月25日）は、フランス王国の貴族。ブローニュ伯（在位：1160年 - 1173年）。フランドル伯ティエリー・ダルザスとシビーユ・ダンジューの長男でフランドル伯フィリップ・ダルザスは弟、フランドル女伯マルグリット・ダルザスは妹。

## 生涯
マチューは1160年に、修道女であったイングランド王スティーブンの娘マリー・ド・ブローニュを誘拐し、強引に結婚した。そして妻の権利により、ブローニュ伯位を主張した。マリーとの間に2女をもうけた。
- イド（1160年 - 1216年） - ブローニュ女伯（1173年 - 1216年）
- マティルド（1170年 - 1210年） - ブラバント公アンリ1世と結婚[2]、娘アデライード・ド・ブラバンは後にブローニュ伯位を継承（1262年 - 1265年）

この強引な結婚は教会法に違反しており、最終的に1170年に解消された。しかし結婚の解消後もマチューはブローニュ伯として領地を支配した。
1171年、マチューはヴェルマンドワ伯ラウル1世の娘エレオノールと結婚したが、早世した1女をもうけたのみであった。
マチューはイングランド王若ヘンリー王を支援し、イングランドの領地を与えられた。マチューは弟フィリップの主導により行われたヘンリー2世の息子たちによるヘンリー2世に対する反乱の最中に、ドリヤンクールの包囲戦で戦死した。石弓の矢が当たり、回復しなかった。